# Disneyland Hotel (París)
Disneyland Hotel es un hotel ubicado en Disneyland Paris, y es el hotel más importante y prestigioso del resort. Posee las paredes bien labradas compuestas por colores suaves como el rosa claro, azoteas octogonales del mismo color (más oscuro), una torre central con un gran reloj cerca del cual se ve a Mickey Mouse, varios pórticos, estacionamientos y una gran entrada de piedras (baldosas hexagonales de granito rojo que podían ser personalizadas por el visitante previo pago de 250 francos franceses ) en la entrada. La temática se basa principalmente en las construcciones victorianas que emergieron a finales del siglo XIX en los Estados Unidos, y que se extendieron durante el reinado de la reina Anne y otros gobiernos después del suyo.
El hotel está situado en la entrada de Disneyland Park y provee de alojamiento y habitaciones a los visitantes. Su planta baja contiene las taquillas y los molinetes para la entrada al parque y también una gran escalera que sube a Castle Club; el ala del hotel que contiene las habitaciones más lujosas y caras.

## Historia
Disneyland Hotel fue diseñado por Walt Disney Imagineering, la sub-empresa de Disney que desarrolló todos los parques. Particularmente son los que desarrollaron en todos los parques el área de Main Street U.S.A y por eso se les asignó la tarea de construir un hotel que se vea armonioso con el área, ya que la encabeza. Imagineering utilizó la firma de Wimberly Allison para elaborar un hotel basado en la arquitectura de Estados Unidos.
El hotel se abrió junto con Disneyland Paris en abril de 1992.